# 安娜-索菲·皮克
安娜-索菲·皮克（法語：Anne-Sophie Pic，法語發音：[an sɔfi pik]；1969年7月12日—）出生於法國奥弗涅-罗讷-阿尔卑斯大区德龍省的瓦朗斯，是一名法式料理的廚師和企業家，她的餐廳集團得到的米其林指南評鑑總共有九星，是當代唯一擁有九星評鑑的女廚師。

## 生平
安娜-索菲·皮克出生在餐廳世家，曾祖母的時代就開始創業開餐廳，祖父安德烈·皮克（法語：André Pic）成功的繼承家業，1934年獲得米其林指南三星評鑑，1936年安德烈·皮克把餐廳從市郊搬到瓦朗斯市區，並且將名稱改為Maison Pic餐廳，安德烈·皮克的兒子雅克·皮克在1956年從父親手上接下廚房，1973年又重新獲得米其林指南三星評鑑。
安娜-索菲·皮克雖然出生在餐廳世家，但是一開始並沒有想要投入烹飪，於是她去巴黎就讀ISG商學院，1992年7月完成學業的安娜-索菲·皮克，還是回到家裡廚房工作擔任學徒，兩個月後父親忽然驟逝，餐廳由安娜-索菲·皮克的胞兄阿蘭·皮克（法語：Alain Pic）接任Maison Pic餐廳，但是接班的狀態並不理想，又被米其林指南摘掉一星，1997年安娜-索菲·皮克接下Maison Pic餐廳的廚房工作，十年後重新獲得米其林三星評鑑。

## 集團化發展
1993年安娜-索菲·皮克和大衛·西納皮昂（法語：David Sinapian）結婚，於是他們開始將餐廳朝著集團化發展；2008年他們在瓦朗斯創立烹飪學校，2009年他們在美岸宮酒店開設Anne-Sophie Pic餐廳，接著又在巴黎開設La Dame de Pic餐廳，2017年前往英國倫敦開設La Dame de Pic分店，接著在新加坡萊佛士酒店開設La Dame de Pic分店，2021年在默熱沃的四季酒店開設第四個La Dame de Pic分店。
安娜-索菲·皮克餐飲集團的幾個餐廳，也是羅萊夏朵聯盟成員。

## 受獎
- 2008年 法國國家功績勳章
- 2011年 法國榮譽軍團勳章
- 2017年 藝術與文學勳章
- 農業功勳勳章

### 各餐廳的受獎
- Anne-Sophie Pic餐廳：米其林指南[7]、戈和米約[8]
- La Maison Pic餐廳：米其林指南[9]戈和米約[10]
- La Dame de Pic - Le 1920：米其林指南[11]
- La Dame de Pic（倫敦）：米其林指南
- La Dame de Pic（巴黎）：米其林指南

## 出版品
- 2002年：《朝鮮薊 - 準備它的十種方法》（法語：L'artichaut - Dix façons de le préparer）
- 2008年：《娛樂的食譜》（法語：Recettes pour recevoir），該書獲得2008年的美食世界食譜獎
- 2009年：《每天的食譜》（法語：Recettes pour tous les jours）
- 2010年：《兒童食譜》（法語：Recettes pour les enfants）
- 2010年：《適合所有人的經典食譜》（法語：Recettes classiques pour tous）
- 2007年：《喜悅和泡沫》（法語：Délices et espumas）
- 2011年：《自製食譜》（法語：Recettes fait-maison）
- 2012年：《安娜-索菲·皮克的白皮書》（法語：Le livre Blanc Anne-Sophie Pic）
- 2013年：《安娜-索菲·皮克最佳料理》（法語：Best of Anne-Sophie Pic）
- 2015年：《烹飪對話的要素》（法語：Éléments de conversations culinaires）
- 2017年：《柑橘》（法語：Agrumes）

## 相關連結
- 安娜-索菲·皮克餐飲集團官網 （页面存档备份，存于）
- 臉書帳號 （页面存档备份，存于）